# Vladimir Sedov
Pour les articles homonymes, voir Sedov.
Vladimir Vladimirovitch Sedov (en kazakh : Владимир Владимирович Седов ; né le 2 mars 1988 et mort le 26 juin 2023) est un haltérophile kazakhstanais ayant concouru dans la catégorie des hommes de moins de 94kg.

## Biographie
Vladimir Sedov naît à Ushtobe. Son grand frère, Sergueï Sedov, est un entraîneur de l'équipe nationale d'haltérophilie.
En 2006, Vladimir Sedov est condamné pour dopage à deux ans de suspension de compétition. La sanction est levée le 18 mai 2008. Il participe aux épreuves de haltérophilie aux Jeux olympiques d'été de 2008, où il participe dans la catégorie des hommes de moins de 85kg. Pendant la compétition, il soulève 180kg à l'arraché et 200kg à l'épaulé-jeté, pour un total de 380kg. Il est cependant battu par l'arménien Tigran Vardan Martirosyan de trois kilogrammes et finit quatrième.
Vladimir Sedov remporte les championnats du monde d'haltérophilie 2009 à Goyang dans la catégorie des hommes de moins de 94kg avec un total de 402kg, battant l'azerbaïdjanais Nizami Pashayev de quinze kilogrammes.
Le 7 juillet 2013, il épouse l'haltérophile Svetlana Podobedova, ; le couple divorce en 2015.
En 2016, il remporte les championnats d'Asie à Tachkent avec 175kg à l'arraché et 211kg à l'épaulé-jeté pour un total de 386kg. Le 17 novembre de la même année, le Comité international olympique fait ré-analyser ses échantillons de 2008, qui reviennent positifs au stanozolol. Le CIO annule ses résultats des Jeux olympiques de 2008 et tous ses résultats sportifs suivants. Il dit en interview que la personne qui devrait être sanctionnée pour l'affaire est l'entraîneur de l'équipe nationale Alexei Ni, affirmant que tous les athlètes de l'équipe sont terrifiés par Ni et qu'il l'a mené à une dépression nerveuse pendant les championnats nationaux 2016.
Il lance plusieurs procédures d'appel, qui se soldent par un refus en 2019. La suspension l'empêche de devenir entraîneur comme son plan de carrière le prévoyait.
Au championnat national de 2023, il critique ouvertement Ilya Ilyin, dont il estime qu'il n'aurait pas dû toucher de titre olympique en raison des scandales de dopage qui l'ont touché.
Le 26 juin 2023, à 35 ans, il se suicide,. Son suicide est rapproché de celui d'Albert Linder, autre haltérophile kazakhstanais mort par suicide, en septembre 2021 pour sa part ; le frère de Linden avait aussi dénoncé la pression mise sur les haltérophiles par leurs entraîneurs et par la fédération nationale.

## Récompenses
- Ordre de Kurmet[1]